# FBA Typ A
FBA Typ A – francuska rozpoznawcza łódź latająca, zaprojektowana i zbudowana w 1913 roku w wytwórni lotniczej Franco-British Aviation (FBA). Samoloty te służyły na początku I wojny światowej w lotnictwie morskim Kaiserliche und Königliche Kriegsmarine, Kongelige Danske Marine i Royal Naval Air Service. Rozwinięciem konstrukcji był ulepszony model FBA Typ B.

## Historia
Wodnosamolot FBA Typ A był pierwszą konstrukcją zakładów Franco-British Aviation (FBA), powstałą w 1913 roku. Początkowo znany był pod nazwą FBA-Leveque, ponieważ współwłaściciel firmy FBA, Louis Schreck pozyskał patenty na budowę łodzi latających Donnet-Leveque i Artois. Projekt zakładał dwie wersje: pierwszą ze skrzydłami o powierzchni nośnej 20 m², napędzaną silnikiem Gnome o mocy 70 KM i drugą, z powierzchnią nośną 22,2 m² i napędem w postaci silnika Gnome o mocy 80 KM.
Prototyp FBA Typ A miał długość 7,7 metra, rozpiętość skrzydeł 9 metrów i powierzchnię nośną 18 m², a napędzany był silnikiem Gnome Omega o mocy 50 KM, umieszczonym w konfiguracji pchającej na rozpórkach pomiędzy górnym i dolnym płatem. Kadłub wykonany był z drewna, skrzydła miały konstrukcję dwuprzęsłową, a dwuosobowa załoga zajmowała miejsca obok siebie. Samolot skierowano do produkcji seryjnej, budując początkowo dziewięć sztuk. Jeden egzemplarz został przebudowany na amfibię, poprzez dodanie chowanego do kadłuba podwozia kołowego, zaś inny został wyposażony w silnik o mocy 100 KM i wziął udział w wyścigach lotniczych Schneider Trophy w 1914 roku, zajmując 2. miejsce. Druga seria FBA Typ A liczyła 40 egzemplarzy, wyprodukowanych na zamówienie brytyjskie, napędzanych silnikami o mocy 80 lub 100 KM.

## Użycie
Samolot FBA Typ A nie został przyjęty na wyposażenie francuskiego lotnictwa morskiego, latając wyłącznie w obcej służbie.

### Austro-Węgry
Pierwszym użytkownikiem wodnosamolotów FBA Typ A było lotnictwo morskie k.u.k. Kriegsmarine, które przed I wojną światową nabyło trzy sztuki. Maszyny zostały zmodyfikowane według wymagań zamawiającego: otrzymały powiększony kadłub w celu możliwości zabrania większej ilości paliwa, wzmocniono część ogonową, zastosowano podskrzydłowe pływaki o okrągłym przekroju oraz wymieniono jednostki napędowe na silniki Gnome Monosoupape o mocy 80 KM. Samoloty otrzymały oznaczenia A22, A23 i A24, a po wybuchu I wojny światowej używane były do zadań rozpoznawczych z załogą zredukowaną do pilota, co pozwalało na zwiększenie zasięgu.

### Dania
W lotnictwie morskim Kongelige Danske Marine służyły dwa egzemplarze FBA Typ A, zakupione przed wybuchem I wojny światowej.

### Wielka Brytania
W 1915 i w 1916 roku Royal Naval Air Service zakupiło 42 sztuki wodnosamolotów FBA Typ A (w tym 40 nowych, wyprodukowanych na brytyjskie zamówienie). Samoloty o numerach seryjnych 3113, 3114 oraz 3199–3208 służyły w 1. Skrzydle Morskim, operując później z Dunkierki; maszyny o numerach seryjnych 3637–3656 bazowały w Calshot, Dover, Killingholme, Felixstowe, Windermere i White City, a łodzie z numerami seryjnymi 9601–9610 operowały z Dover, Windermere, White City i Calshot.

## Opis konstrukcji i dane techniczne

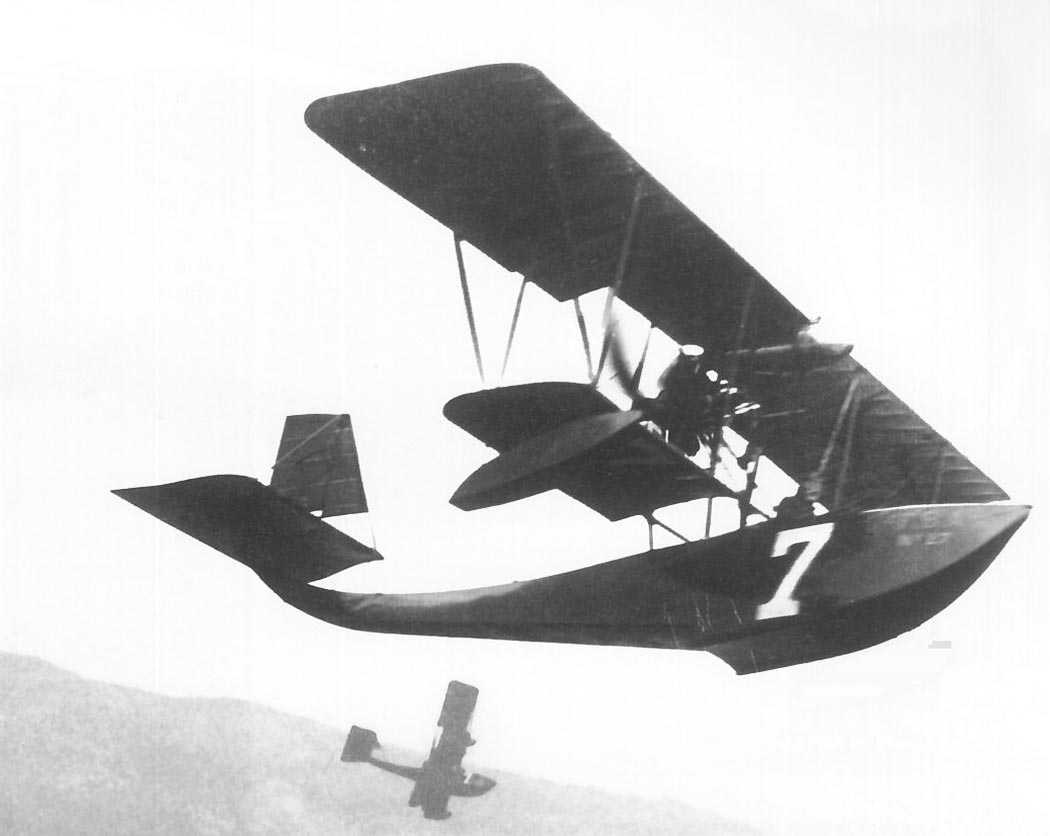
FBA Typ A w locie

FBA Typ A był niewielką łodzią latającą o układzie dwupłatu i konstrukcji drewnianej. Szkielet jednoredanowego kadłuba wykonany był z drewna i pokryty sklejką. Długość samolotu wynosiła od 7,7 do 8,83 metra, rozpiętość skrzydeł od 9 do 11,88 metra, a powierzchnia nośna 18 m² (dla rozpiętości 9 metrów). Masa własna samolotu 1. serii produkcyjnej wynosiła 309 kg, zaś masa całkowita (startowa) samolotu 2. serii produkcyjnej wynosiła 570 kg. Kokpit otwarty, z miejscami obok siebie, usytuowany przed komorą płatów. Pod dolnymi skrzydłami zamontowane były pomocnicze pływaki.
Napęd stanowiły chłodzony powietrzem silniki rotacyjne: Gnome Omega o mocy 37 kW (50 KM) lub Gnome Monosoupape 7A o mocy 59 kW (80 KM), w układzie pchającym. Prędkość maksymalna wynosiła od 90 km/h w wersji z silnikiem o mocy 50 KM do 109 km/h w wersji z silnikiem o mocy 80 KM.